# Contras'city
Contras'city es una película del año 1968.

## Sinopsis
Un documental de ficción que muestra la ciudad de Dakar mientras se desarrolla en off una conversación entre un senegalés (el propio director Djibril Diop Mambéty) y una francesa, Inge Hirschnitz. En un pintoresco carro tirado por un caballo, recorren de forma caótica los barrios residenciales y populares de la capital senegalesa, ciudad de contrastes: niñas senegalesas vestidas de comunión delante de la iglesia, musulmanes rezando en la calzada, la arquitectura rococó de los edificios oficiales, humildes tiendas de artesanos en las cercanías del gran mercado.